# Loek Dijkman
Lodewijk Theodorus Lambertus (Loek) Dijkman (Velsen, 22 februari 1942 – Leiden, 1 november 2024) was een Nederlands ondernemer en filantroop, die herhaalde malen is onderscheiden voor zijn inzet voor de kunst en cultuur in Nederland. (Drager van de Zilveren Anjer). Loek Dijkman trok zich in 2013, na een vijftigjarig dienstverband, terug als algemeen directeur van de Topa Groep, die gespecialiseerd is in verzendverpakkingen.
In 1988 bracht hij zijn bezit, inclusief zijn ondernemingen, onder in de door hem opgerichte Stichting Utopa. Zijn belangrijkste reden daarvoor was zijn visie dat een onderneming een rol in haar omgeving vervult die verder gaat dan het verschaffen van werk en het maken van winst. De gedachte hierbij is dat de onderneming haar 'overwinst' niet aan aandeelhouders uitkeert maar aan de omgeving waaraan zij haar bestaansrecht ontleent. De winst wordt aangewend voor algemeen nut. Loek Dijkman was van 1988 tot eind 2019 voorzitter van Stichting Utopa, sinds november 2019 was hij vicevoorzitter.
Van 1988 tot 1990 was Dijkman voorzitter van het historisch genootschap Warmelda in zijn toenmalige woonplaats Warmond. In 1991 volgde hij A. Thomassen op als voorzitter van de Rijnlandse Molenstichting, die ruim 45 molens in het Rijnland rondom Leiden beheert. Na zijn terugtreden in 2012 werd hij erevoorzitter.
Dijkman was de oprichter van het muziekcentrum Orgelpark in de Parkkerk (Amsterdam). Ook zorgde hij voor het behoud van het Arboretum De Dreijen, dat hij overnam van de Wageningse Universiteit, en liet er de Beeldengalerij Het Depot inrichten. 
Aan de Hooglandse Kerkgracht in Leiden bezit Stichting Utopa, opgericht door Dijkman, het historische Heilige Geest- of Arme Wees- en Kinderhuis, waarvan de oudste delen uit de vijftiende eeuw dateren. Sinds 2010 en na een grondige renovatie is het gebouw in gebruik bij de Stichting Utopa als het Utopa-Weeshuis/Kinderrechtenhuis. Ook op Dijkmans initiatief is er sinds 2022 de Leidse Salon gevestigd, die wekelijks kamermuziekconcerten organiseert, vaak rond een literair thema.
Dijkman overleed op 1 november 2024 op 82-jarige leeftijd in zijn woonplaats Leiden.

## Prijzen en onderscheidingen
- In juni 2008 kreeg Dijkman de Zilveren Anjer vanwege zijn inspanningen voor projecten op cultureel en maatschappelijk terrein.
- In 2013 werd hij benoemd tot officier in de Orde van Oranje-Nassau.
- In oktober 2014 werd hem het verguld Wagenings erezilver van de gemeente Wageningen uitgereikt voor zijn verdiensten voor de stad, in het bijzonder voor Beeldengalerij Het Depot in het Arboretum.
- Op donderdag 9 september 2021 ontving Dijkman als oprichter van het Orgelpark de Stichting Jan Pieterszoon Sweelinckprijs.[6] Het Orgelpark kreeg de oeuvreprijs toegekend vanwege de unieke opzet en de bijzondere orgels die er aanwezig zijn.